# حيث تكون الأشياء البرية (فلم)
حيث تكون الأشياء البرية  (بالإنجليزية: Where the Wild Things Are) هو فيلم فانتازيا (خيال) ودراما تم إنتاجه في أستراليا والمملكة المتحدة من بطولة ماكس ركودرز ومارك رافالو، تم إصداره في سنة 2009.

## بطولة
- ماكس ركوردز
- كاثرين كينر
- مارك رافالو
- لورين أمبروز
- كريس كوبر
- جيمس غاندولفيني

## القصة
قصة الفيلم تتحدث عن الشخصية الرئيسية «ماكس»، يشعر بالوحدة والعزلة فيقرر أن يبحر لجزيرة بعيدة. سكان الجزيرة ليسوا بشرا، بل هم كائنات عجائبية تعرف ب«الأشياء البرية»، تجعل من «ماكس» فور وصوله ملكا عليهم وقائدا لمغامراتهم على الجزيرة.

## الميزانية والإيرادات
بلغت تكلفة إنتاج الفيلم حوالي 100 مليون دولار بينما حقق أرباحا تقدر بـ 100,086,793 دولار.

## وصلات خارجية
- مقالات تستعمل روابط فنية بلا صلة مع ويكي بيانات